# As bestas
Pour plus de détails, voir Fiche technique et Distribution.
As bestas (litt. « Les bêtes ») est un film hispano-français réalisé par Rodrigo Sorogoyen, sorti en 2022. Il est tourné en Galice en 2021 en langues française, espagnole et galicienne. Il met en vedette Denis Ménochet et Marina Foïs.
Le film est présenté au festival de Cannes 2022, dans la section Cannes Première. C'est la première fois que le réalisateur est sélectionné sur la Croisette.

## Synopsis
Un couple de Français emménage dans un petit village de la campagne galicienne pour changer de vie et réaliser un projet : cultiver la terre, élever des brebis, restaurer les maisons en ruines, pour attirer d'autres résidents. Contrairement à leurs voisins autochtones qui en ont assez de cette vie isolée, peu rentable.
Un projet d'éoliennes permettrait aux seconds de changer de vie alors qu'il détruirait les ambitions des Français. Les anciens vont amorcer une guerre des nerfs, un harcèlement croissant, mais cela ne mènera qu'à l'impasse, l'incompréhension, la guerre d'intérêts.
Soudain, le Français disparaît.
Tout en menant des recherches pour le retrouver, la Française continue seule de développer le projet ,.

## Fiche technique
Sauf indication contraire, les informations mentionnées dans cette section peuvent être confirmées par la base de données cinématographiques IMDb,  présente dans la section « Liens externes ».
- Titre original : As bestas
- Réalisation : Rodrigo Sorogoyen
- Scénario : Rodrigo Sorogoyen, Isabel Peña (es)
- Musique : Olivier Arson
- Décors : José Tirado
- Costumes : Paola Torres
- Photographie : Alejandro de Pablo (ca)
- Son : Altor Berenguer (Dolby 5.1)
- Montage : Alberto del Campo
- Production : Ibon Cormenzana, Ignasi Estapé, Jean Labadie
- Sociétés de production : Arcadia Motion Pictures, Caballo Films, Cronos Entertainment, Le Pacte, en association avec les SOFICA La Banque Postale Image 15, Cofimage 33 et SofiTVciné 9
- Sociétés de distribution : A Contra Corriente Films (Espagne), Le Pacte (France)
- Pays de production :  Espagne (79,67 %) -  France (20,33 %)
- Langues originales : espagnol, français et galicien
- Format : couleur - 2,35:1
- Durée : 137 minutes
- Genre : thriller
- Dates de sortie :
  - France : 26 mai 2022 (Festival de Cannes 2022) ; 20 juillet 2022 (sortie nationale)
  - Espagne : 11 novembre 2022 (sortie nationale)

## Distribution
- Denis Ménochet[1] : Antoine Denis
- Marina Foïs[1] : Olga Denis
- Luis Zahera[1] : Xan
- Diego Anido (gl)[1] : Lorenzo
- Marie Colomb[4] : Marie Denis, la fille d'Antoine et Olga
- Luisa Merelas : Anta, la mère
- José Manuel Fernández y Blanco : Pepiño
- Federico Pérez Rey : Mariano
- Javier Varela : Xosé
- David Menéndez : Alfonso
- Xavier Estévez : le sergent Espin, de la Garde civile
- Emile Duthu : Pierrot, le petit garçon de Marie

## Production

### Genèse et développement
As bestas est produit par Arcadia Motion Pictures, Caballo Films, Cronos Entertainment et Le Pacte, avec la participation de RTVE, Movistar+, Canal+ et Ciné+, le soutien d'Eurimages, et la subvention de l'Instituto de la Cinematografía y de las Artes Audiovisuales (es) (ICAA). Le scénario est co-écrit par Isabel Peña (es) et Sorogoyen, comme d'habitude dans les films de ce dernier. Le scénario est librement inspiré par le meurtre de Martin Verfondern en janvier 2010. L'équipe du film est également composée de collaborateurs récurrents  de Sorogoyen, comme le compositeur Olivier Arson, le chef-opérateur Alejandro de Pablo (ca) et le monteur Alberto del Campo.

### Tournage
Sorogoyen déclare vouloir tourner le film « comme un western ». Le tournage commence le 16 septembre 2021. Le film est tourné à El Bierzo et dans l'arrière-pays de la Galice.

## Accueil

### Accueil critique
En France, le site Allociné donne une moyenne de 4,3/5 à partir de l'interprétation de 34 critiques de presse.

### Box-office
Le premier jour de son exploitation en France, As bestas engrange 11 375 entrées, dont 2 413 en avant-première, pour 200 copies. Le long-métrage est positionné 3e du box-office des nouveautés, derrière Mia et moi (12 032) et devant La petite Bande (9 268). Au bout d'une semaine d'exploitation en France, le film réalise 74 066 entrées pour une 9e place au box-office derrière Jurassic World 3 (81 519) et devant Elvis (73 400).
| Pays ou région | Box-office        | Date d'arrêt du box-office | Nombre de semaines |
| -------------- | ----------------- | -------------------------- | ------------------ |
| Espagne        | 1 068 030 entrées | -                          | -                  |
| France         | 327 386 entrées   | 25 octobre 2022            | 14                 |
| Total mondial  | 10 067 896 $      | -                          | -                  |

## Distinctions

### Récompenses

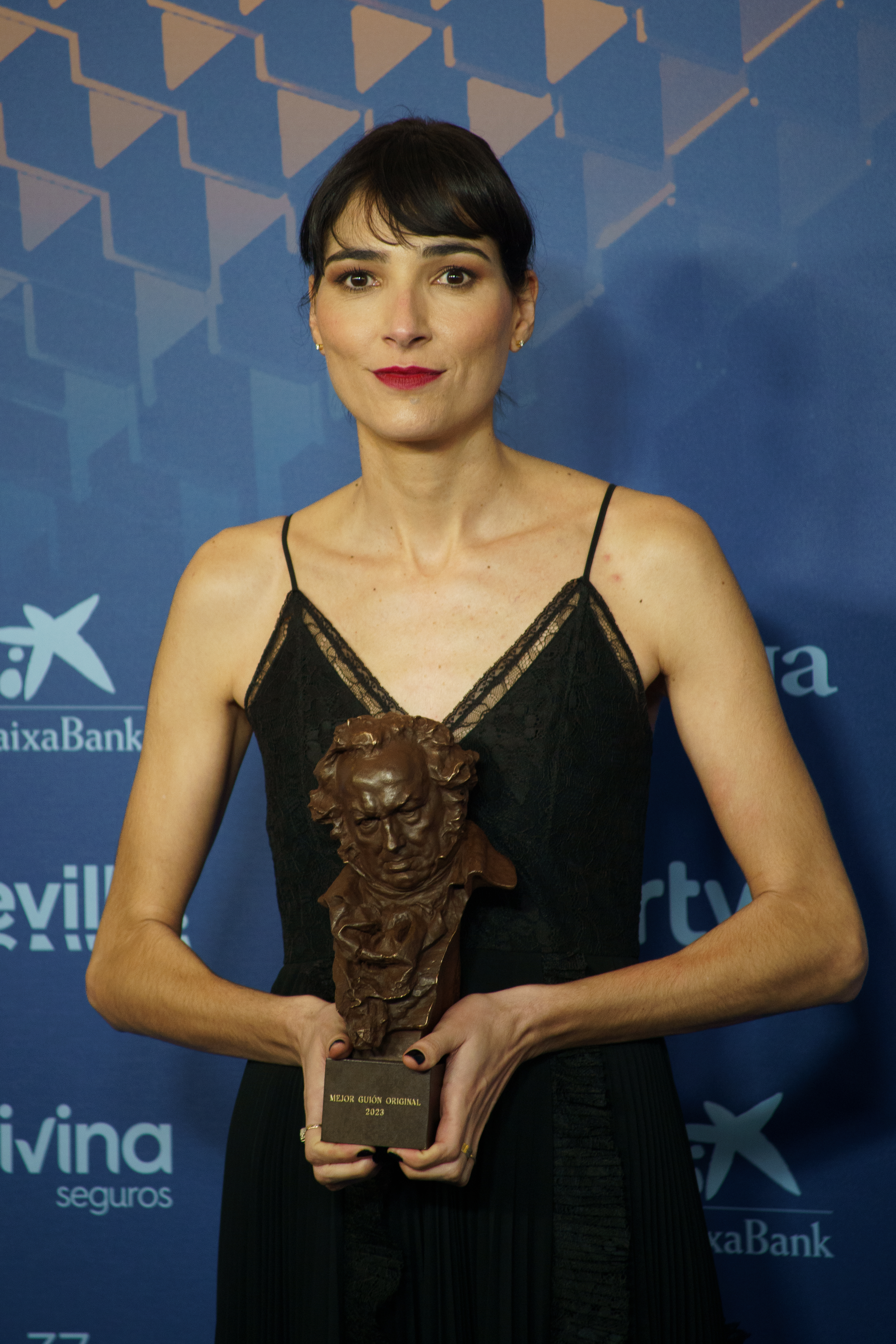
Isabel Peña avec le prix Goya du meilleur scénario original pour le film As Bestas en 2023.

- Festival international du film de Saint-Sébastien 2022 : prix du public du meilleur film européen[14]
- Prix Feroz 2023 : meilleur film dramatique, meilleur acteur dans un second rôle pour Luis Zahera et meilleure musique originale pour Olivier Arson[15],[16]
- Goyas 2023[17]
  - Meilleur film
  - Meilleur réalisateur
  - Meilleur acteur pour Denis Ménochet
  - Meilleur acteur dans un second rôle pour Luis Zahera
  - Meilleur scénario original
  - Meilleur montage
  - Meilleure musique originale pour Olivier Arson
  - Meilleure photographie
  - Meilleur son
- César 2023 : Meilleur film étranger

### Sélection
- Festival de Cannes 2022 : sélection officielle, section Cannes Première

### Nominations
- Prix Feroz 2023
  - Meilleur film dramatique
  - Meilleur réalisateur
  - Meilleure actrice pour Marina Foïs
  - Meilleur acteur pour Denis Ménochet
  - Meilleur acteur dans un second rôle pour Diego Anido et Luis Zahera
  - Meilleur scénario
  - Meilleure musique originale pour Olivier Arson
  - Meilleure bande annonce
  - Meilleure affiche
- Goyas 2023
  - Meilleure actrice pour Marina Foïs
  - Meilleure actrice dans un second rôle pour Marie Colomb
  - Meilleur scénario original
  - Meilleure direction de production
  - Meilleure direction artistique
  - Meilleurs costumes
  - Meilleurs maquillages et coiffures
  - Meilleurs effets spéciaux